# Dominio de Kumamoto
El dominio de Kumamoto (熊本藩 Kumamoto-han?) era un han o un dominio feudal japonés que estuvo situado en la provincia de Higo (actual prefectura de Kumamoto) aparte del distrito de Kuma y el distrito de Amakusa y parte de la provincia de Bungo (actual prefectura de Oita). También era conocido como dominio de Higo (肥後藩, - Han?). La sede del dominio estuvo localizado en el Castillo Kumamoto en la actual ciudad de Kumamoto.

## Lista de Daimyōs
Clan Katō, 1588-1632 (Tozama; 520,000 koku) 
- Katō Kiyomasa
- Kato Tadahiro

Clan Hosokawa, 1632-1871 (Tozama; 540.000 koku) 
- Hosokawa Tadatoshi
- Hosokawa Mitsunao
- Hosokawa Tsunatoshi
- Hosokawa Nobunori
- Hosokawa Munetaka
- Hosokawa Shigekata
- Hosokawa Harutoshi
- Hosokawa Narishige
- Hosokawa Naritatsu
- Hosokawa Narimori
- Hosokawa Yoshikuni
- Hosokawa Morihisa

- Datos: Q1194248
- Multimedia: Kumamoto Domain / Q1194248